# Миши лемур
Мишият лемур (Microcebus murinus) е вид лемур от род Миши лемури (Microcebus), който се среща в екваториалните гори на Мадагаскар. Видът е популяризиран от телевизионния сериал „Пингвините от Мадагаскар“.

## Описание
Тялото на мишия лемур е с дължина около 13 cm, опашката – около 12 cm, а средното му телесно тегло е около 50 гр. Има сива козина, бял корем и ивица между очите.

## Начин на живот
Мишите лемури водят нощен живот. Живеят в малки стада. През деня, когато са най-уязвими, те се крият в различни хралупи и дупки на дървета, а понякога правят и гнезда. Хранят се с насекоми, плодове и дребни птици.